# Parc de Kit Carson à Escondido
Le Parc de Kit Carson à Escondido est un parc  de loisirs, et un parc de sculptures. Créé en 1967 à Escondido, (Californie), en hommage à Kit Carson, un des héros de la Conquête de  l'Ouest. Ce parc de ville, dont une partie est consacrée à la préservation de la nature, comporte de nombreux espaces de jeux ou de sport. Il a été choisi par Niki de Saint Phalle pour construire un ensemble de sculptures monumentales offertes à la ville : Queen Califia's Magical Circle. Il existe également un Kit Carson Park  à Taos : le Kit Carson Memorial State Park que l'on envisage de renommer pour ne pas le confondre avec celui-ci .

## Le  héros fondateur
Kit Carson est considéré par George Fronval comme un « ami des indiens » Acoma  parmi lesquels il a vécu avant de servir dans l'armée. Au lieu de vivre à Santa Fe, il  s'était installé à Taos,  village proche d'Escondido où il partageait la vie des indiens. Sa tombe se trouve non loin du Parc de Kit Carson à Escondido  dans le cimetière de Taos. Bien qu'ayant participé aux guerres indiennes en particulier, sur ordre et apparemment à regret, à la guerre contre le peuple Navajo, il reste, selon la notule de l'historien Michel Mourre,  une des figures les plus populaires du Far West.

## La dernière héroïne
Peu de temps avant sa mort, Niki de Saint Phalle a entrepris un parc de sculpture monumentales qui n'a été achevé qu'après sa mort  et ouvert au public le 26 octobre 2003 : Queen Califia's Magical Circle. L'artiste a été inspirée par les arts amérindiens comme le montrent les totems, mais aussi  l'aigle  que chevauche la reine Califia  est, chez les indiens, le symbole du courage. Le serpent qui entoure les sculptures est aussi un symbole amérindien de l'énergie vitale. « Queen Califia constitue un hommage aux tribus indigènes d'Amérique et aux minorités hispaniques qui ont marqué l'identité frontalière d'une ville comme San Diego. »  C'est aussi un hommage à la Californie et à sa fondatrice Califia, reine à peau noire. L'artiste a été inspirée par le livre du géologue John McPhee, et son ouvrage Assembling California qui explique comment la collision de plusieurs plaques tectoniques ont créé la Californie.

## Description du parc
Selon le site officiel, Le Parc de Kit carson à Escondido (Kit Carson Park en anglais) possède trois lacs, des panneaux solaires , des courts de tennis, un terrain de baseball, un de football, un de softball, un amphithéâtre d'un contenance de 3000 places, un centre de sports, un terrain de golf. Il offre encore une quantité d'autres possibilités de loisirs .